# Doliocarpus macrocarpus
Doliocarpus macrocarpus är en tvåhjärtbladig växtart som beskrevs av Carl Friedrich Philipp von Martius och August Wilhelm Eichler. Doliocarpus macrocarpus ingår i släktet Doliocarpus och familjen Dilleniaceae. Inga underarter finns listade i Catalogue of Life.